# 东开赛省
东开赛省（法語：Province du Kasaï oriental）是位于刚果民主共和国中部的一个省，首府姆布吉马伊，人口5,475,398（2005年），面積9,481 km²，是26個省份中面積最小的。

## 东开赛省的镇
- 姆布吉马伊（Mbuji-Mayi）